# Torneo de Umag
El Torneo de Umag (denominado comercialmente Plava Laguna Croatia Open Umag, por motivos de patrocinio) es un torneo oficial de tenis masculino que se celebra en el recinto ITC Stella Maris de Umag (Croacia), dentro del calendario de la categoría ATP 250.
El torneo comenzó en 1990, cuando Croacia formaba parte de Yugoslavia, siendo el torneo de tenis más antiguo del pais. Comenzó como el Abierto de Yugoslavia y se ha disputado anualmente desde entonces. Se juega en pistas exteriores de tierra batida. Carlos Moyá ha ganado el torneo en un total de cinco ocasiones; también ostenta el récord de más victorias consecutivas, con tres. Su victoria más reciente fue en 2007. En 2016 la pista central del estadio recibió el nombre del conocido extenista croata Goran Ivanišević.

## Palmarés

### Individual masculino
| Año  | Campeón                                  | Subcampeón                               | Resultado                                |
| ---- | ---------------------------------------- | ---------------------------------------- | ---------------------------------------- |
| 1990 | Goran Prpic                              | Goran Ivanišević                         | 6-3, 4-6, 6-4                            |
| 1991 | Dimitri Poliakov                         | Javier Sánchez Vicario                   | 6-4, 6-4                                 |
| 1992 | Thomas Muster                            | Franco Davín                             | 6-1, 4-6, 6-4                            |
| 1993 | Thomas Muster                            | Alberto Berasategui                      | 7-5, 3-6, 6-3                            |
| 1994 | Alberto Berasategui                      | Karol Kučera                             | 6-2, 6-4                                 |
| 1995 | Thomas Muster                            | Carlos Costa                             | 3-6, 7-6(5), 6-4                         |
| 1996 | Carlos Moyá                              | Félix Mantilla                           | 6-0, 7-6(4)                              |
| 1997 | Félix Mantilla                           | Sergi Bruguera                           | 6-3, 7-5                                 |
| 1998 | Bohdan Ulihrach                          | Magnus Norman                            | 6-3, 7-6(0)                              |
| 1999 | Magnus Norman                            | Jeff Tarango                             | 6-2, 6-4                                 |
| 2000 | Marcelo Ríos                             | Mariano Puerta                           | 7-6(1), 4-6, 6-3                         |
| 2001 | Carlos Moyá                              | Jérôme Golmard                           | 6-4, 3-6, 7-6(2)                         |
| 2002 | Carlos Moyá                              | David Ferrer                             | 6-2, 6-3                                 |
| 2003 | Carlos Moyá                              | Filippo Volandri                         | 6-4, 3-6, 7-5                            |
| 2004 | Guillermo Cañas                          | Filippo Volandri                         | 7-5, 6-3                                 |
| 2005 | Guillermo Coria                          | Carlos Moyá                              | 6-2, 4-6, 6-2                            |
| 2006 | Stanislas Wawrinka                       | Novak Djokovic                           | 6-6, ret.                                |
| 2007 | Carlos Moyá                              | Andrei Pavel                             | 6-4, 6-2                                 |
| 2008 | Fernando Verdasco                        | Igor Andreev                             | 3-6, 6-4, 7-6                            |
| 2009 | Nikolay Davydenko                        | Juan Carlos Ferrero                      | 6-3, 6-0                                 |
| 2010 | Juan Carlos Ferrero                      | Potito Starace                           | 6-4, 6-4                                 |
| 2011 | Alexandr Dolgopolov                      | Marin Čilić                              | 6-4, 3-6, 6-3                            |
| 2012 | Marin Čilić                              | Marcel Granollers                        | 6-4, 6-2                                 |
| 2013 | Tommy Robredo                            | Fabio Fognini                            | 6-0, 6-3                                 |
| 2014 | Pablo Cuevas                             | Tommy Robredo                            | 6-3, 6-4                                 |
| 2015 | Dominic Thiem                            | João Sousa                               | 6-4, 6-1                                 |
| 2016 | Fabio Fognini                            | Andrej Martin                            | 6-4, 6-1                                 |
| 2017 | Andrey Rublev                            | Paolo Lorenzi                            | 6-4, 6-2                                 |
| 2018 | Marco Cecchinato                         | Guido Pella                              | 6-2, 7-6(4)                              |
| 2019 | Dušan Lajović                            | Attila Balázs                            | 7-5, 7-5                                 |
| 2020 | No disputado por la pandemia de COVID-19 | No disputado por la pandemia de COVID-19 | No disputado por la pandemia de COVID-19 |
| 2021 | Carlos Alcaraz                           | Richard Gasquet                          | 6-2, 6-2                                 |
| 2022 | Jannik Sinner                            | Carlos Alcaraz                           | 6-7(5), 6-1, 6-1                         |
| 2023 | Alexei Popyrin                           | Stanislas Wawrinka                       | 6-7(5), 6-3, 6-4                         |
| 2024 | Francisco Cerúndolo                      | Lorenzo Musetti                          | 2-6, 6-4, 7-6(5)                         |
| 2025 | Luciano Darderi                          | Carlos Taberner                          | 6-3, 6-3                                 |

### Dobles masculino
| Año  | Campeones                                 | Subcampeones                             | Resultado                                |
| ---- | ----------------------------------------- | ---------------------------------------- | ---------------------------------------- |
| 1990 | Vojtech Flegl Daniel Vacek                | Andrei Cherkasov Andrei Olhovskiy        | 6-4, 6-4                                 |
| 1991 | Gilad Bloom Javier Sánchez                | Richey Reneberg David Wheaton            | 7-6, 2-6, 6-1                            |
| 1992 | David Prinosil Richard Vogel              | Sander Groen Lars Koslowski              | 6-3, 6-7, 7-6                            |
| 1993 | Filip Dewulf Tom Vanhoudt                 | Jordi Arrese Francisco Roig              | 6-4, 7-5                                 |
| 1994 | Diego Pérez Francisco Roig                | Karol Kučera Paul Wekesa                 | 6-2, 6-4                                 |
| 1995 | Luis Lobo Javier Sánchez                  | David Ekerot Laszlo Markovits            | 6-4, 6-0                                 |
| 1996 | Pablo Albano Luis Lobo                    | Girts Dzelde Udo Plamberger              | 6-4, 6-1                                 |
| 1997 | Dinu Pescariu Davide Sanguinetti          | Dominik Hrbaty Karol Kučera              | 7-6, 6-4                                 |
| 1998 | Neil Broad Piet Norval                    | Jiri Novak David Rikl                    | 6-1, 3-6, 6-3                            |
| 1999 | Mariano Puerta Javier Sánchez             | Massimo Bertolini Cristian Brandi        | 3-6, 6-2, 6-3                            |
| 2000 | Alex López Morón Albert Portas            | Ivan Ljubičić Lovro Zovko                | 6-1, 7-6(2)                              |
| 2001 | Andrés Schneiter Sergio Roitman           | Ivan Ljubičić Lovro Zovko                | 6-2, 7-5                                 |
| 2002 | Frantisek Cermak Julian Knowle            | Albert Portas Fernando Vicente           | 6-4, 6-4                                 |
| 2003 | Alex López Morón Rafael Nadal             | Todd Perry Thomas Shimada                | 6-1, 6-3                                 |
| 2004 | José Acasuso Flávio Saretta               | Jaroslav Levinsky David Škoch            | 4-6, 6-2, 6-4                            |
| 2005 | Jiri Novak Petr Pála                      | Michal Mertinak David Škoch              | 6-3, 6-3                                 |
| 2006 | Jaroslav Levinsky David Škoch             | Guillermo García López Albert Portas     | 6-4, 6-4                                 |
| 2007 | Lukáš Dlouhý Michal Mertiňák              | Jaroslav Levinský David Škoch            | 6-1, 6-1                                 |
| 2008 | Michal Mertiňák Petr Pála                 | Carlos Berlocq Fabio Fognini             | 2-6, 6-3, [10-5]                         |
| 2009 | František Čermák Michal Mertiňák          | Johan Brunström Jean-Julien Rojer        | 6-4, 6-4                                 |
| 2010 | Leoš Friedl Filip Polášek                 | František Čermák Michal Mertiňák         | 6-3, 7-6(7)                              |
| 2011 | Simone Bolelli Fabio Fognini              | Marin Čilić Lovro Zovko                  | 6-3, 5-7, [10-7]                         |
| 2012 | David Marrero Fernando Verdasco           | Marcel Granollers Marc López             | 6-3, 7-6(4)                              |
| 2013 | Martin Kližan David Marrero               | Nicholas Monroe Simon Stadler            | 6-1, 5-7, [10-7]                         |
| 2014 | František Čermák Lukáš Rosol              | Dušan Lajović Franko Škugor              | 6-4, 7-6(5)                              |
| 2015 | Máximo González André Sá                  | Mariusz Fyrstenberg Santiago González    | 6-4, 3-6, [10-5]                         |
| 2016 | Martin Kližan David Marrero               | Nikola Mektić Antonio Šančić             | 6-4, 6-2                                 |
| 2017 | Guillermo Durán Andrés Molteni            | Marin Draganja Tomislav Draganja         | 6-3, 6-7(4), [10-6]                      |
| 2018 | Robin Haase Matwé Middelkoop              | Roman Jebavý Jiří Veselý                 | 6-4, 6-4                                 |
| 2019 | Robin Haase Philipp Oswald                | Oliver Marach Jürgen Melzer              | 7-5, 6-7(2), [14-12]                     |
| 2020 | No disputado por la pandemia de COVID-19  | No disputado por la pandemia de COVID-19 | No disputado por la pandemia de COVID-19 |
| 2021 | Fernando Romboli David Vega Hernández     | Tomislav Brkić Nikola Čačić              | 6-3, 7-5                                 |
| 2022 | Simone Bolelli Fabio Fognini              | Lloyd Glasspool Harri Heliövaara         | 5-7, 7-6(6), [10-7]                      |
| 2023 | Blaž Rola Nino Serdarušić                 | Simone Bolelli Andrea Vavassori          | 4-6, 7-6(2), [15-13]                     |
| 2024 | Guido Andreozzi Miguel Ángel Reyes Varela | Manuel Guinard Grégoire Jacq             | 6-4, 6-2                                 |
| 2025 | Romain Arneodo Manuel Guinard             | Patrik Trhac Marcus Willis               | 7-5, 7-6(2)                              |

## Ganadores múltiples en individuales

### Masculino
| Jugador       | Títulos | Subtítulos | Años campeonatos             | Años subcampeonatos |
| ------------- | ------- | ---------- | ---------------------------- | ------------------- |
| Carlos Moyá   | 5       | 1          | 1996, 2001, 2002, 2003, 2007 | 2005                |
| Thomas Muster | 3       | 0          | 1992, 1993, 1995             |                     |